# 疣枝栒子
疣枝栒子（学名：Cotoneaster verruculosus）是蔷薇科栒子属的植物。分布于中国大陆的云南、四川等地，生长于海拔2,800米至3,600米的地区，多生长于干燥山坡杂木林内以及草地上，目前已由人工引种栽培。